# Jordan Sepho
Jordan Sepho (8 de dezembro de 1998) é um jogador de rugby francês, que joga na posição de back.

## Carreira
Depois de jogar por um clube da Reunião no Etang-Salé RC, pelo qual foi vencedor do Torneio de Los Angeles, ele assinou como profissional com a equipe francesa de sevens em janeiro de 2019. Sepho foi um dos doze convocados para a seleção nacional nos Jogos Olímpicos de Verão de 2024.